# Eriopsis
Eriopsis es un género de orquídeas epifitas. Es originario del centro y sur de América tropical.

## Descripción
Presente raíces neumatóforos, con puntas y esponjosas, que sirven para ventilar su cuerpo voluminoso de raíces y también para la acumulación de los desechos que se depositan allí. Su rizoma es corto con pseudobulbos agregados, con el interior bien desarrollado y fuerte, alargado, liso o verrugoso, hueco por lo general, y rematado por  hasta cuatro hojas multinervia o liso,  brillantes que permanece seco después de caer, como en Cyrtopodium.
La  inflorescencia es racemosa, erecta, multiflora, que se levanta desde las axilas  que bordean el pseudobulbo. En las flores predominan los tonos amarillentos, con manchas o sombras o los colores de vinos tintos. Los sépalos y pétalos son similares y redondeados. Los sépalos son libres o ligeramente soldados a los pies de la columna. La columna es curva, algo claviforme, alargada, con dos, o dos pares de polinias yuxtapuestas.

## Distribución
El género Eriopsis tiene cinco especies epífitas muy robustas, de crecimiento cespitoso que forma grandes grupos, pero que son difíciles de cultivar en climas fríos,  existen en la selva amazónica del norte de América del Sur. Dos especies se encuentra en Brasil.

## Evolución, filogenia y taxonomía
Fue propuesto por John Lindley en 1847, publicado en Edwards's Botanical Register 33: ad t. 9. Su especie tipo es Eriopsis biloba (Lindl.).

## Etimología
El nombre del género (abreviado Eps.) deriva de la latinización de las palabras griegas: έριον (erion), lo que significa "lana", cuyo plural es έρια , y ωΨις (opsis), que significa "como", en alusión a su parecido con el género Eria este, un género del sudeste de Asia con muchas especies muy variable.

## Especies
1. Eriopsis biloba Lindl., Edwards's Bot. Reg. 33: t. 9 (1847).
2. Eriopsis grandibulbosa Ames & C.Schweinf., Bull. Torrey Bot. Club 58: 350 (1931).
3. Eriopsis mesæ Kraenzl., Notizbl. Bot. Gart. Berlin-Dahlem 7: 427 (1920).
4. Eriopsis rutidobulbon Hook., Bot. Mag. 75: t. 4437 (1849).
5. Eriopsis sceptrum Rchb.f. & Warsz., Bonplandia (Hannover) 2: 98 (1854).